# Ligamento cruzado anterior
Ligamento cruzado anterior (em latim ligamenta cruciata genus) é um ligamento cruzado do joelho, e um dos quatro principais ligamentos do joelho humano. O nome que se lhe dá é indicativo de sua passagem característica com o ligamento cruzado posterior, à altura de suas intersecções com a fíbula.

## Descrição
O ligamento cruzado anterior está localizado na parte central da cápsula articular, fora da cavidade sinovial; ele começa no fundo do intercôndilo do fêmur distal e se espalha ao londo da parede medial do côndilo femoral lateral em sua porção posterior. Assim, a parte póstero-lateral do fêmur e a parte ântero-medial da tíbia são conectadas, e esta conexão tem como função ajudar pela estabilidade do joelho.
Prendendo-se do fêmur até a tíbia, e dentro da articulação do joelho, compõe-se de um tecido resistente que é feito de fibras individuais, milhares dela: são tais fibras, juntas, que formam o ligamento. Algumas dessas fibras são organizadas em feixes de natureza diferente, e um ligamento normalmente tem dois feixes de fibras primárias. Estes dois feixes estão posicionados bem próximos e podem ser de difícil distinção, sem ao menos qualquer experiência médica. Mas sabemos que há dois feixes primários, um ântero-medial e um póstero-lateral, e estes nomes referem-se às posições de um relação ao outro.

## Detalhes anatômicos
Anatomicamente, o ligamento cruzado anterior, está localizado no centro do joelho entre o fêmur e a tíbia, onde forma o ligamento cruzado posterior, com o centro de pivô comum, que é o eixo central em torno do qual a própria articulação. Isto, juntamente com o ligamento colateral medial e o ligamento colateral lateral , garante a estabilidade da estrutura completa.
O LCA é constituído por fibras de colágeno que se juntam e formam 2 grandes feixes (São eles: a banda póstero lateral (maior) e a banda Antero medial (menor). )
- comprimento médio: 38 mm (varia de 25 a 41 mm)
- espessura média: 10mm (varia de 7 a 12 mm)
- inervação: derivada do nervo tibial existem mecanoreceptores no LCA, que ajudam na propriocepção, que é capacidade do cérebro entender em que posição está o joelho, se dobrado ou esticado, por exemplo
- irrigação sanguínea: derivada da artéria genicular média.

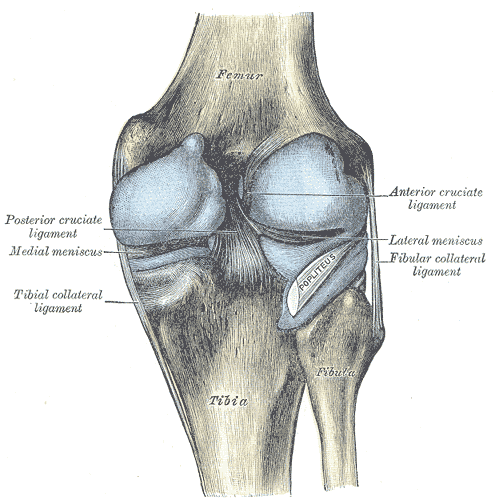
Cápsula da articulação do joelho direito (distendida). Visão posterior.

## Inervação
O ligamento cruzado anterior é particularmente inervados e cerca de 1,5% do seu volume é composto de terminações nervosas. Em particular, a altura de enxertos ósseos é possível identificar até quatro tipos de receptores e, de fato, uma das funções do ligamento cruzado anterior.

### Comportamento dos feixes
Os dois feixes do LCA  se comportam diferentemente durante o movimento de flexo-extensão do joelho. A porção ântero-medial tem um comportamento mais isométrico, ou seja, independentemente da posição do joelho ela mantém um tensão mais uniforme. A banda póstero-lateral, no entanto, está mais tensa quando o joelho está esticado e fica mais relaxada quando o joelho está dobrado. Esta banda tem também maior influência na estabilidade rotacional do joelho. 

## Lesões
O ligamento cruzado anterior do joelho é uma estrutura muito susceptível a lesões, principalmente no meio esportivo. De acordo com a Sociedade Americana de Ortopedia, cerca de 150 mil lesões do LCA ocorrem todos os anos nos Estados Unidos.
As lesões do LCA são muito comuns entre atletas de todas as idades e níveis competitivos.
A lesão do LCA ocorre primordialmente durante a atividade esportiva, mas também pode ocorrer em situações diversas, como dançar, tropeçar, escorregar. Alguns traumas maiores, como acidentes automobilísticos e motociclísticos, também podem levar a lesão do LCA; nestes casos, lesões associadas são frequentes. No Brasil, sem dúvida nenhuma que o futebol é o esporte campeão em número de lesões do LCA, mas elas podem ocorrer no basquete, no vôlei, no tênis, no skate, no handebol e em vários outros esportes.
Principalmente esportes que envolvam contato, desacelerações, mudanças de direção, saltos e aterrissagens.

### Nas mulheres
Embora em número absoluto os homens sejam a maioria dos pacientes com ruptura do LCA, quando comparamos o risco de lesão em condições semelhantes (no futebol, por exemplo), as mulheres tem uma incidência maior de problemas com o ligamento cruzado (2 a 8 vezes mais chance de ruptura).
Há muitas diferenças anatômicas entre homens e mulheres, incluindo largura da pelve,  o ângulo Q do joelho  , o tamanho da LCA , e o tamanho do intercôndilo (onde a LCA cruza a articulação do joelho).  
É sabido que as mulheres tem uma flexibilidade maior  do que os homens e uma força muscular menor .  Estes fatores dinâmicos contribuem para sobrecarregar o LCA  , predispondo assim a sua ruptura. Programas de treinamento neuromuscular podem diminuir o risco de lesão do LCA em atletas do sexo feminino. Esses programas ensinam os músculos das atletas a melhor controlar a estabilidade de suas articulações. 

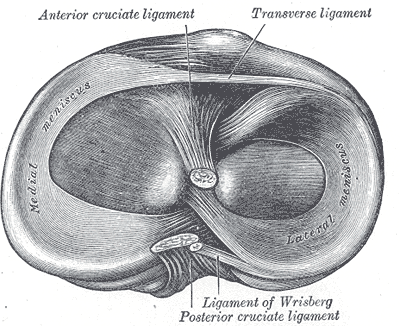
Cabeça da tíbia direita vista por cima, mostrando os meniscos e junções dos ligamentos.

### Ocorrência de lesões
Durante a atividade esportiva, um drible, uma aterrissagem após uma cabeçada, uma entrada de um outro atleta, colocam sob tensão o ligamento cruzado anterior. Se a energia do movimento for muito intensa, ela poderá romper o LCA de uma forma total ou parcial. O mecanismo clássico de lesão do LCA é de uma torção do joelho com o pé fixo no solo, com a tíbia movendo-se para frente em relação ao fêmur.
A ocorrência de lesões associadas, como lesões do menisco, da cartilagem ou de outros ligamentos, é comum. Se a lesão do ligamento cruzado não for tratada, as chances de lesões associadas aumentam com o decorrer do tempo.

### Rupturas
A lesão do ligamento cruzado pode ser total ou parcial, dependendo do número de fibras que se romperam. O tratamento de uma lesão parcial dependerá dos sintomas que o paciente apresenta, do exame físico que o médico fez e o exame de imagem para a avaliar a possibilidade tratamento conservador ou indicação de cirurgia. Quando há a ruptura completa do LCA, o médico deve analisar se o paciente deve ou não realizar a cirurgia, pois há pessoas não praticantes de exercícios físicos que conseguem conviver com a lesão fazendo apenas tratamento fisioterapêutico. No entanto, é muito recomendado a cirurgia, principalmente em pacientes ativos.

### Sinais e sintomas
Os sinais e sintomas decorrentes de uma lesão do Ligamento Cruzado Anterior variam muito de pessoa para pessoa. Eles dependem da intensidade do trauma, da existência de lesões associadas, do biotipo da pessoa, da sensibilidade do paciente à dor, da cronicidade da lesão. A história mais comum é a de um entorse do joelho durante a prática esportiva.
É comum haver um estalido, que pode ser percebido somente pelo próprio paciente ou ser audível e notado também pelas pessoas mais próximas. A dor é geralmente intensa e obriga a pessoa a interromper a atividade que estava praticando. Normalmente existe dificuldade de apoiar o pé no chão e a pessoa precisa de auxílio para caminhar.
O inchaço do joelho estará presente em quase todos os casos, podendo ser notado imediatamente após o entorse ou no dia seguinte.
Há dificuldade para realizar uma movimentação completa do joelho, o paciente normalmente tem uma limitação para esticar ou dobrar completamente a articulação.
Diante desta situação, normalmente o médico é procurado e fará sua avaliação inicial. Neste primeiro momento, pode ser difícil realizar testes específicos que comprovem a lesão do LCA, mas a história costuma ser bastante sugestiva e o médico deve suspeitar da ocorrência desta lesão. Uma punção (artrocentese), que ajuda aliviar a dor, pode ser feita. Em lesões recentes do LCA, a saída de sangue (hemartrose) é bastante frequente.

## Testes para detecção de lesão no LCA
Para a detecção de um rompimento no LCA é feita a realização de alguns testes. Caso o teste de positivo, é feito uma RM (Ressonância Magnética) para confirmar o rompimento. Na maioria das vezes, com grande porcentagem de acerto, é possível firmar um diagnóstico de ruptura do LCA sem exames complementares. Mas, por questões legais e até para avaliar lesões associadas, é rotineiro o emprego de exames complementares radiológicos.

### Teste da gaveta anterior
O paciente deitado na maca tem seu joelho fletido a 90 graus e o médico faz uma tração anterior com apoio no pé 
, verificando a presença de uma frouxidão, como se estivesse puxando uma gaveta. 

### Teste de Lachman
Com o joelho fletido a 30 graus, o médico segura o a coxa distal com uma mão e tíbia proximal com a outra, fazendo força em translação anterior da tíbia e relação ao fêmur, testando a competência do ligamento cruzado anterior ao observar se existe estabilidade, q  anterior. 

### Jerk test
Também conhecido como pivot shift, esse teste simula uma subluxação da tíbia, como se o paciente estivesse falseando o joelho.

## Cirurgia
A falta da integridade do LCA causa instabilidade anterior e rotacional do joelho. Então em atividades com rotação sobre o joelho, ou mesmo em atividades de vida diária que precisa girar sobre esta articulação causa subluxações que sobrecarregam os estabilizadores secundários, como a cartilagem articular e os meniscos. Um ótimo exemplo é que um joelho sem o LCA seria como um carro que está com o alinhamento. Se andarmos em terrenos acidentados, o desgaste será maior e também mais rápido. 
Por isso é indicado o tratamento operatório. 
Quando o LCA se rompe, não é possível costurá-lo e não cicatriza sozinho. Assim, na cirurgia, deve-se reconstruí-lo por um outro tecido, chamado de enxerto. A reconstrução do ligamento cruzado anterior (LCA) pode ser feita com diferentes tipos de enxerto. Estes incluem tendão patelar, tendões flexores do joelho (semitendíneo e grácil) e tendão de cadáver (aloenxerto). Cada uma destas opções tem vantagens e desvantagens.
Para inserirmos o enxerto na posição do LCA original, túneis são feitos no osso da canela (tíbia) e no osso da coxa (fêmur) e o enxerto é passado através destes túneis e fixados por implantes para reconstruir o ligamento. 

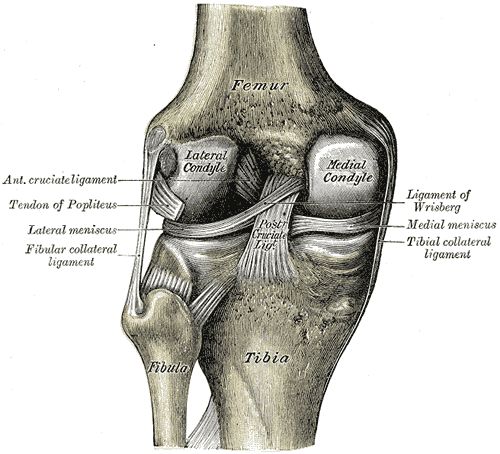
Articulação do joelho esquerda, vista por trás, mostrando seus ligamentos internos.

### Cirurgia Artroscópica
O paciente, ao chegar à sala cirúrgica, será atendido pelo anestesista. A anestesia utilizada nesta cirurgia é a raquianestesia, muitas vezes acrescentada de uma sedação, para tranquilizar o paciente.
A seguir, o paciente é deitado na mesa cirúrgica. Coloca-se um garrote pneumático na raiz da coxa para que não haja sangramento durante a operação. Retiram os pelos do joelho e da perna (tricotomia) e se realiza a assepsia do membro para iniciarmos a cirurgia propriamente dita.
O primeiro passo da reconstrução do LCA consiste na retirada dos tendões flexores ou patelar, através de uma pequena incisão na parte interna ou anterior da perna, logo abaixo do joelho.
Após a retirada do enxerto pelo ortopedista, seu auxiliar deve prepará-lo, deixando-o pronto para substituir o LCA. Os tendões formam uma novo ligamento, espesso e resistente. 
Enquanto isto, o cirurgião inicia a parte artroscópica da cirurgia, através de dois pequenos furos na frente do joelho. Coloca uma câmera dentro do joelho e pode então estudar as lesões previamente diagnosticadas. O LCA é avaliado e, confirmando-se sua ruptura. Os locais para reconstrução são preparados com o auxílio de pinças especiais e também de um aparelho chamado shaver. Assim, " abre-se " um espaço para a introdução do enxerto.  A seguir, inspeciona o restante do joelho a procura de outras lesões, como lesões do menisco e de cartilagem. Obviamente que o ortopedista deve corrigir estas lesões associadas quando presentes.
O próximo passo é a confecção dos túneis ósseos na tíbia e no fêmur. Os túneis são feitos com brocas especiais auxiliado por guias e é dentro destes " buracos " nos ossos que o novo ligamento ficará inserido.  É muito importante o correto posicionamento destes túneis para o sucesso da cirurgia.
Para terminar a cirurgia, o ortopedista coloca o enxerto dentro dos túneis e o fixa ao osso através de dispositivos especiais. Normalmente, na tíbia usa-se parafusos especiais chamados parafusos de interferência. Eles podem ser metálicos ou absorvíveis. Já no fêmur existem diversos dispositivos, incluindo os mesmos parafusos da tíbia. Outros dispositivos incluem: endobutton, parafuso transverso e Rigid Fix. 
Após a fixação do enxerto, o médico testa a articulação do joelho, observando se ela apresenta uma mobilidade adequada (se a flexão e a extensão estão completas) e principalmente se o joelho está estável (finalidade principal desta cirurgia). Os testes realizados antes da cirurgia (Lachman e gaveta anterior) devem ser negativos ao término da cirurgia.
Os cortes realizados são suturados com nylon e são realizados curativos oclusivos. O uso de dreno cirúrgico não é usual, mas o cirurgião pode utilizá-lo, dependendo da sua preferência e experiência. Não usa um imobilizador ao término do procedimento.
Após a cirurgia, correndo tudo bem e o paciente se recuperando da anestesia, ele é encaminhado ao quarto.

### Cirurgia artrotomia
Há, também, a cirurgia aberta, que não faz a artroscopia. Porém, com a popularização do método artroscópico, a reconstrução do ligamento cruzado hoje é quase sempre realizada sem uma artrotomia (sem abrir a articulação).

## Orientações iniciais
- Mexer o tornozelo e dedos do pé, melhorando a circulação do membro;
- Uso de compressas geladas sobre a parte anterior e laterais do joelho, mas não na parte posterior. A frequência é de 3 a 4 vezes por dia, por cerca de 15 minutos.
- Orientar que o paciente pode caminhar apoiando o membro operado, com a auxílio de muletas e com órtese. O apoio do pé no chão ajuda no retorno venoso, diminuindo um possível inchaço. Esta é uma orientação que pode variar de caso para caso, não serve como regra geral;
- Orienta a mobilização ativa do joelho, ou seja, orienta que o paciente mexa seu joelho, dobrando e esticando suavemente até onde se sinta confortável (é normal não conseguirá fletir mais que 90 graus nos primeiros dias);
- Enquanto estiver parado, orientar que deve deixar o joelho o mais esticado possível, mesmo sabendo que a posição de flexão é mais confortável.

## Tratamento não cirúrgico
O tratamento não cirúrgico da lesão do ligamento cruzado anterior pode ser dividido em duas fases:
• Fase inicial: imediatamente após o entorse e os dias seguintes;
• Fase tardia: após a fase aguda do entorse, depois de confirmado o diagnóstico e a decisão por não operar.
A fase inicial tem como o objetivo principal a melhora da dor, a resolução do inchaço do joelho e o reestabelecimento do arco de movimento do joelho. Quando o joelho sofre um entorse e o LCA é rompido, normalmente a dor é intensa e o joelho pode inchar bastante. Tratamos estes achados iniciais através de medicamentos anti-inflamatórios, bolsas de gelo, repouso articular através do uso de órteses e muletas. A fisioterapia também pode ser utilizada.
Esta fase inicial pode demorar dias ou semanas, dependendo da gravidade do entorse. Após a melhora do dor, da remissão do inchaço, após o joelho voltar a ter uma arco de movimento normal e o paciente conseguir caminhar normalmente, deve-se estabelecer o tratamento definitivo. 
Daqui por diante, obviamente, deve-se frisar que já foi feito um diagnóstico completo, o médico já esclareceu a situação e o paciente decidiu não operar.
Os fundamentos da fase tardia são:
1) Fortalecimento muscular: os ligamentos são os principais estabilizadores do joelho, mas uma musculatura reforçada pode ajudar a diminuir uma instabilidade articular, tornando os falseios menos frequentes. O fortalecimento da musculatura da coxa (quadríceps, isquiotibiais, adutores e abdutores), da panturrilha e do quadril é importante. O acompanhamento de um profissional para orientar corretamente este trabalho físico é necessário. Não se deve exagerar na musculação, pois se usada de forma errada pode ser danosa à articulação do joelho.
2) Mudança de esporte: os pacientes com lesão do LCA e que não serão operados devem ser orientados a realizar atividades esportivas com menos movimentos rotacionais. Assim, corrida, ciclismo, natação, golfe, o remo são esportes " compatíveis " com um joelho sem LCA. Já o basquete, o futebol, o tênis, devem ser evitados.
3) Uso de órteses: os estudos científicos mais respeitados mostraram que o uso de órtese não previne uma lesão do LCA, bem como o seu uso também não corrige uma instabilidade do LCA. Assim, não costumo indicar nenhum tipo de joelheira para meus pacientes.  Nos EUA, alguns jogadores de futebol americano usam algumas joelheiras bastante sofisticadas, que mostraram garantir uma proteção para o ligamento colateral medial, mas não para outras estruturas do joelho. Portanto, joelheiras de neoprene, não devem ser utilizadas como proteção por pacientes com lesão do LCA.

## Prevenção
O joelho está exposto tanto a lesões por impactos diretos (contusões, fraturas), quando a lesões por ação de forças indiretas (torções).
Para que o joelho mantenha-se estável, ele depende dos estabilizadores estáticos, que são os ligamentos, e dos estabilizadores dinâmicos, que são os músculos da coxa e perna. Estes últimos são fundamentais, pois quando sofremos uma torção, imediatamente estes músculos se contraem, impedindo uma torção excessiva que possa romper os ligamentos. Quem está com a musculatura fraca faz com que a força da torção descarregue-se totalmente sobre os ligamentos, que podem não suportá-la e romper-se. Observe portanto a importância de conservarmos nossa musculatura forte e bem condicionada.
Outra causa frequente de lesões é a falta de alongamentos musculares. Quando não fazemos alongamentos os músculos trabalham tensos a as articulações pressionadas, predispondo tanto a roturas musculares quando a desgaste nas articulações. A realização de alongamentos é fundamental, portanto, e deve idealmente ser realizada antes e depois de toda prática esportiva.
O excesso de exercícios, acima da capacidade física de cada indivíduo, também é um grande vilão causador de lesões e dores nas articulações, principalmente coluna, quadril e joelhos, que são articulações que suportam todo peso e impactos repetitivos, principalmente nas atividades que exigem saltos frequentes, como voleibol e basquete. Por isso, é muito importante estabelecer um rotina de exercícios sem sobrecarga e onde seja reservado espaço para o descanso dos músculos e articulações, para que estes possam se recuperar sem lesões.